# Ivonildo Medeiros
Ivonildo Antonio Lira de Medeiros da Silva, mais conhecido como Lira (São Rafael, 12 de abril de 1962), é um jornalista e político brasileiro. Integrou a Câmara Legislativa do Distrito Federal em sua sétima legislatura, de 2015 a 2019.
Lira se mudou para o Distrito Federal em 1980. Em São Sebastião se tornou líder comunitário.
Em 2014, Lira elegeu-se deputado distrital pelo Partido Humanista da Solidariedade (PHS) com 11.463 votos. Concorreu à reeleição no pleito de 2018 e recebeu 3.061 votos, não logrando êxito.